# Ждите связного
«Ждите связного» — советский военный фильм 1979 года режиссёра Отара Коберидзе по сценарию Григория Збанацкого, бывшего в годы войны командиром Партизанского соединения имени Щорса.

## Сюжет
1941 год. Великая Отечественная война. На оккупированной фашистами территории Украины действует интернациональный партизанский отряд. В зоне действия отряда находится особо секретный пересыльный лагерь, созданный для отбора и вывоза рабочих в Германию. Но предпринимать серьёзные усилия по его уничтожению партизаны не могут: место нахождения тайного советского склада с оружием должно быть указано связным, прибытие которого откладывается на неопределённое время. Про существование склада узнают и немцы и следователь гестапо Нетцер проводит операцию по установлению его местонахождения. Партизаны посылают в оккупированную фашистами деревню на разведку своего человека. Узнав, что Нетцер вплотную подошёл к решению загадки о месте склада, партизаны решают его похитить, что им удаётся. Но теперь им нужно добраться до склада с оружием раньше, чем это успеют сделать гестаповцы.

## В ролях
- Иосиф Джачвлиани — Автандил, Митя
- Светлана Тома — Светлана
- Александр Денисов — Роман Полищук
- Наталия Сумская — Марина Карповна Полищук, учительница, жена Романа
- Владимир Чубарев — Андрейка
- Иван Бондарь — Сергей
- Отар Коберидзе — командир партизанского отряда
- Владимир Талашко — Беляев, комиссар партизанского отряда
- Владимир Алексеенко — Тарас Петрович, связной партизанского отряда
- Иван Матвеев — Климчук, партизан
- Вилорий Пащенко — Кондратьев, партизан
- Владимир Абазопуло — партизан
- Виктор Панченко — партизан
- Александр Толстых — партизан
- Янис Мелдерис — Нетцер, гауптштурмфюрер
- Михаил Голубович — Дмитро, полицай
- Валентин Грудинин — полицай
- Юрий Дубровин — полицай
- Альберт Печников — немецкий офицер
- Вера Саранова — переводчица в гестапо

Вокал — Нина Матвиенко

## Критика
Критикой негативно отмечалась противоречащая драматическим эпизодам фильма выбранная в фильме условно-игровая тональность некоторых сцен: опытный фашистский офицер сразу же подпадает под чары крестьянской девушки Светланы и попадает в ловушку, связной Роман не менее легко седлает коня и убегает от полицаев, хотя, казалось бы, после схватки они должны были бы его бдительно охранять.